# Autoritratto come David
L'Autoritratto come David è un dipinto a olio su tavola (52 × 43 cm) di Giorgione, databile al 1509-1510 circa e conservato nell'Herzog Anton Ulrich Museum di Braunschweig.

## Storia e descrizione
L'opera è citata in un inventario di Casa Grimani del 1528 e qui lo vide sicuramente Vasari che vi si ispirò per trarne il ritratto dell'artista per le incisioni della seconda edizione delle Vite (1568). La descrizione dell'autoritratto in veste di David con in mano la testa di Golia risale proprio allo storico aretino. Probabilmente si trattava di un dettaglio tagliato via dalla tavola, forse perché in cattivo stato conservativo. Ne esiste comunque un'acquaforte del XVII secolo di Wenceslaus Hollar che riproduce l'opera intera. 
Da questo lavoro Giorgione, o un allievo, trasse poi il secondo Autoritratto oggi al Museo di Belle Arti di Budapest.
Il personaggio affiora dall'oscurità col busto di profilo rivolto a destra e la testa girata verso lo spettatore, a cui rivolge uno sguardo diretto. I capelli sono scuri e lunghi, resi vaporosi dall'ondulatura, gli occhi grandi, il naso dritto, le labbra carnose, il mento appuntito, l'espressione leggermente corrucciata e imbronciata, adatta alla figura di David. Indossa un'armatura, che genera un bagliore riflesso sulla spalla, coerente con gli studi sul "lustro" fatti dell'artista. 

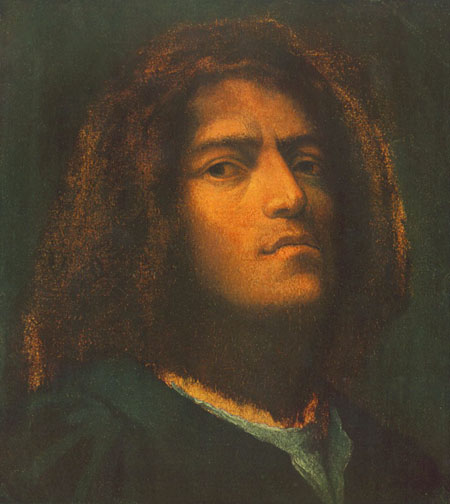
Autoritratto  di Budapest
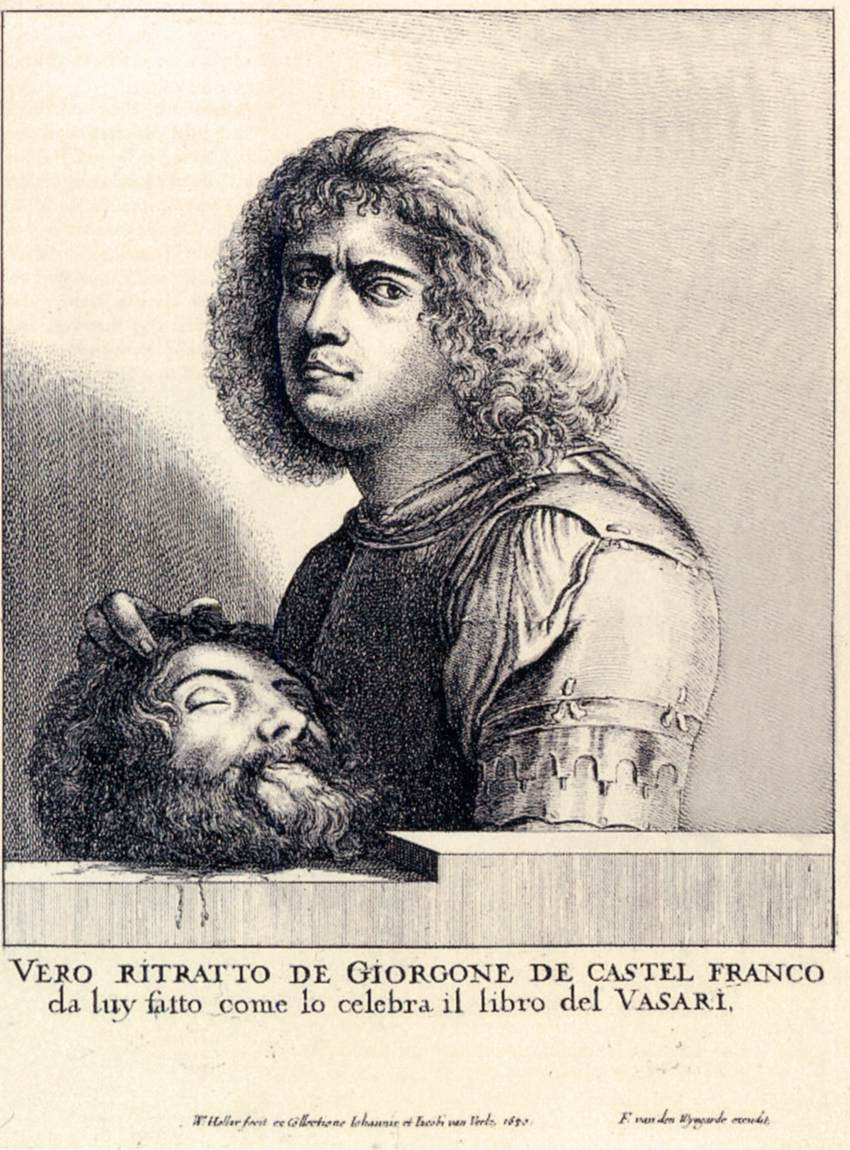
acquaforte di Hollar riproducente il dipinto di Giorgione per intero, conservata al British Museum